# Svetovni pokal v alpskem smučanju 2019
Svetovni pokal v alpskem smučanju 2018/19 je 53. sezona svetovnega pokala v alpskem smučanju. Začela se je 27. oktobra 2018 v Söldnu, končala pa 71. marca 2019 na finalu sezone v Soldeuju. Veliki kristalni globus za zmago v skupnem seštevku svetovnega pokala sta osvojila Marcel Hirscher med moškimi in Mikaela Shiffrin med ženskami.

## Moški

### Koledar tekem
| Št.sk.                                                      | Št.sz. | Datum                                      | Prizorišče                                 | Št.                                        | Zmagovalec                                                                       | Drugi                                                                            | Tretji                                                                           | Vir                                                                              |
| ----------------------------------------------------------- | ------ | ------------------------------------------ | ------------------------------------------ | ------------------------------------------ | -------------------------------------------------------------------------------- | -------------------------------------------------------------------------------- | -------------------------------------------------------------------------------- | -------------------------------------------------------------------------------- |
|                                                             |        | 28. oktober 2018                           | Sölden                                     | VS cnx                                     | odpovedano zaradi močnega sneženja in vetra; prestavljeno v Saalbach-Hinterglemm | odpovedano zaradi močnega sneženja in vetra; prestavljeno v Saalbach-Hinterglemm | odpovedano zaradi močnega sneženja in vetra; prestavljeno v Saalbach-Hinterglemm | odpovedano zaradi močnega sneženja in vetra; prestavljeno v Saalbach-Hinterglemm |
| 1709                                                        | 1      | 18. november 2018                          | Levi                                       | SL 479                                     | Marcel Hirscher                                                                  | Henrik Kristoffersen                                                             | André Myhrer                                                                     | [ 3 ]                                                                            |
| 1710                                                        | 2      | 24. november 2018                          | Lake Louise                                | SM 480                                     | Max Franz                                                                        | Christof Innerhofer                                                              | Dominik Paris                                                                    | [ 4 ]                                                                            |
| 1711                                                        | 3      | 25. november 2018                          | Lake Louise                                | SVS 205                                    | Kjetil Jansrud                                                                   | Vincent Kriechmayr                                                               | Mauro Caviezel                                                                   | [ 5 ]                                                                            |
| 1712                                                        | 4      | 30. november 2018                          | Beaver Creek                               | SM 481                                     | Beat Feuz                                                                        | Mauro Caviezel                                                                   | Aksel Lund Svindal                                                               | [ 6 ]                                                                            |
| 1713                                                        | 5      | 1. december 2018                           | Beaver Creek                               | SVS 206                                    | Max Franz                                                                        | Mauro Caviezel                                                                   | Aleksander Aamodt Kilde Dominik Paris Aksel Lund Svindal                         | [ 7 ]                                                                            |
| 1714                                                        | 6      | 2. december 2018                           | Beaver Creek                               | VS 405                                     | Stefan Luitz                                                                     | Marcel Hirscher                                                                  | Thomas Tumler                                                                    | [ 8 ]                                                                            |
| 1715                                                        | 7      | 8. december 2018                           | Val d'Isère                                | VS 406                                     | Marcel Hirscher                                                                  | Henrik Kristoffersen                                                             | Matts Olsson                                                                     | [ 9 ]                                                                            |
|                                                             |        | 9. december 2018                           | Val d'Isère                                | SL cnx                                     | odpovedano zaradi močnega sneženja in vetra; prestavljeno v Saalbach-Hinterglemm | odpovedano zaradi močnega sneženja in vetra; prestavljeno v Saalbach-Hinterglemm | odpovedano zaradi močnega sneženja in vetra; prestavljeno v Saalbach-Hinterglemm | odpovedano zaradi močnega sneženja in vetra; prestavljeno v Saalbach-Hinterglemm |
| 1716                                                        | 8      | 14. december 2018                          | Val Gardena/Gröden                         | SVS 207                                    | Aksel Lund Svindal                                                               | Christof Innerhofer                                                              | Kjetil Jansrud                                                                   | [ 10 ]                                                                           |
| 1717                                                        | 9      | 15. december 2018                          | Val Gardena/Gröden                         | SM 482                                     | Aleksander Aamodt Kilde                                                          | Max Franz                                                                        | Beat Feuz                                                                        | [ 11 ]                                                                           |
| 1718                                                        | 10     | 16. december 2018                          | Alta Badia                                 | VS 407                                     | Marcel Hirscher                                                                  | Thomas Fanara                                                                    | Alexis Pinturault                                                                | [ 12 ]                                                                           |
| 1719                                                        | 11     | 17. december 2018                          | Alta Badia                                 | PVS 004                                    | Marcel Hirscher                                                                  | Thibaut Favrot                                                                   | Alexis Pinturault                                                                | [ 13 ]                                                                           |
| 1720                                                        | 12     | 19. december 2018                          | Saalbach-Hinterglemm                       | VS 408                                     | Žan Kranjec                                                                      | Loïc Meillard                                                                    | Mathieu Faivre                                                                   | [ 14 ]                                                                           |
| 1721                                                        | 13     | 20. december 2018                          | Saalbach-Hinterglemm                       | SL 480                                     | Marcel Hirscher                                                                  | Loïc Meillard                                                                    | Henrik Kristoffersen                                                             | [ 15 ]                                                                           |
| 1722                                                        | 14     | 22. december 2018                          | Madonna di Campiglio                       | SL 481                                     | Daniel Yule                                                                      | Marco Schwarz                                                                    | Michael Matt                                                                     | [ 16 ]                                                                           |
| 1723                                                        | 15     | 28. december 2018                          | Bormio                                     | SM 483                                     | Dominik Paris                                                                    | Christof Innerhofer                                                              | Beat Feuz                                                                        | [ 17 ]                                                                           |
| 1724                                                        | 16     | 29. december 2018                          | Bormio                                     | SVS 208                                    | Dominik Paris                                                                    | Matthias Mayer                                                                   | Aleksander Aamodt Kilde                                                          | [ 18 ]                                                                           |
| 1725                                                        | 17     | 1. januar 2019                             | Oslo                                       | MPT 009                                    | Marco Schwarz                                                                    | Dave Ryding                                                                      | Ramon Zenhäusern                                                                 | [ 19 ]                                                                           |
| 1726                                                        | 18     | 6. januar 2019                             | Zagreb                                     | SL 482                                     | Marcel Hirscher                                                                  | Alexis Pinturault                                                                | Manuel Feller                                                                    | [ 20 ]                                                                           |
| 1727                                                        | 19     | 12. januar 2019                            | Adelboden                                  | VS 409                                     | Marcel Hirscher                                                                  | Henrik Kristoffersen                                                             | Thomas Fanara                                                                    | [ 21 ]                                                                           |
| 1728                                                        | 20     | 13. januar 2019                            | Adelboden                                  | SL 483                                     | Marcel Hirscher                                                                  | Clément Noël                                                                     | Henrik Kristoffersen                                                             | [ 22 ]                                                                           |
| 1729                                                        | 21     | 18. januar 2019                            | Wengen                                     | KB 130                                     | Marco Schwarz                                                                    | Victor Muffat-Jeandet                                                            | Alexis Pinturault                                                                | [ 23 ]                                                                           |
| 1730                                                        | 22     | 19. januar 2019                            | Wengen                                     | SM 484                                     | Vincent Kriechmayr                                                               | Beat Feuz                                                                        | Aleksander Aamodt Kilde                                                          | [ 24 ]                                                                           |
| 1731                                                        | 23     | 20. januar 2019                            | Wengen                                     | SL 484                                     | Clément Noël                                                                     | Manuel Feller                                                                    | Marcel Hirscher                                                                  | [ 25 ]                                                                           |
| 1732                                                        | 24     | 25. januar 2019                            | Kitzbühel                                  | SM 485                                     | Dominik Paris                                                                    | Beat Feuz                                                                        | Otmar Striedinger                                                                | [ 26 ]                                                                           |
| 1733                                                        | 25     | 26. januar 2019                            | Kitzbühel                                  | SL 485                                     | Clément Noël                                                                     | Marcel Hirscher                                                                  | Alexis Pinturault                                                                | [ 27 ]                                                                           |
| 1734                                                        | 26     | 27. januar 2019                            | Kitzbühel                                  | SVS 209                                    | Josef Ferstl                                                                     | Johan Clarey                                                                     | Dominik Paris                                                                    | [ 28 ]                                                                           |
| 1735                                                        | 27     | 29. januar 2019                            | Schladming                                 | SL 486                                     | Marcel Hirscher                                                                  | Alexis Pinturault                                                                | Daniel Yule                                                                      | [ 29 ]                                                                           |
|                                                             |        | 2. februar 2019                            | Garmisch-Partenkirchen                     | SM cnx                                     | odpovedano zaradi megle, dežja in sneženja; prestavljeno v Kvitfjell             | odpovedano zaradi megle, dežja in sneženja; prestavljeno v Kvitfjell             | odpovedano zaradi megle, dežja in sneženja; prestavljeno v Kvitfjell             | odpovedano zaradi megle, dežja in sneženja; prestavljeno v Kvitfjell             |
| 3. februar 2019                                             | VS cnx | odpovedano zaradi megle, dežja in sneženja | odpovedano zaradi megle, dežja in sneženja | odpovedano zaradi megle, dežja in sneženja | odpovedano zaradi megle, dežja in sneženja                                       |                                                                                  |                                                                                  |                                                                                  |
| Svetovno prvenstvo v alpskem smučanju 2019 (5.–17. februar) |        |                                            |                                            |                                            |                                                                                  |                                                                                  |                                                                                  |                                                                                  |
| 1736                                                        | 28     | 19. februar 2019                           | Stockholm                                  | MPT 010                                    | Ramon Zenhäusern                                                                 | André Myhrer                                                                     | Marco Schwarz                                                                    | [ 30 ]                                                                           |
| 1737                                                        | 29     | 22. februar 2019                           | Bansko                                     | KB 131                                     | Alexis Pinturault                                                                | Marcel Hirscher                                                                  | Štefan Hadalin                                                                   | [ 31 ]                                                                           |
|                                                             |        | 23. februar 2019                           | Bansko                                     | SVS cnx                                    | odpovedano zaradi močnega sneženja                                               | odpovedano zaradi močnega sneženja                                               | odpovedano zaradi močnega sneženja                                               | odpovedano zaradi močnega sneženja                                               |
| 1738                                                        | 30     | 24. februar 2019                           | Bansko                                     | VS 410                                     | Henrik Kristoffersen                                                             | Marcel Hirscher                                                                  | Thomas Fanara                                                                    | [ 32 ]                                                                           |
|                                                             |        | 1. marec 2019                              | Kvitfjell                                  | SM cnx                                     | odpovedano zaradi močnega sneženja                                               | odpovedano zaradi močnega sneženja                                               | odpovedano zaradi močnega sneženja                                               | odpovedano zaradi močnega sneženja                                               |
| 1739                                                        | 31     | 2. marec 2019                              | Kvitfjell                                  | SM 486                                     | Dominik Paris                                                                    | Beat Feuz                                                                        | Matthias Mayer                                                                   | [ 33 ]                                                                           |
| 1740                                                        | 32     | 3. marec 2019                              | Kvitfjell                                  | SVS 210                                    | Dominik Paris                                                                    | Kjetil Jansrud                                                                   | Beat Feuz                                                                        | [ 34 ]                                                                           |
| 1741                                                        | 33     | 9. marec 2019                              | Kranjska Gora                              | VS 411                                     | Henrik Kristoffersen                                                             | Rasmus Windingstad                                                               | Marco Odermatt                                                                   | [ 35 ]                                                                           |
| 1742                                                        | 34     | 10. marec 2019                             | Kranjska Gora                              | SL 487                                     | Ramon Zenhäusern                                                                 | Henrik Kristoffersen                                                             | Marcel Hirscher                                                                  | [ 36 ]                                                                           |
| 1743                                                        | 35     | 13. marec 2019                             | Soldeu                                     | SM 487                                     | Dominik Paris                                                                    | Kjetil Jansrud                                                                   | Otmar Striedinger                                                                | [ 37 ]                                                                           |
| 1744                                                        | 36     | 14. marec 2019                             | Soldeu                                     | SVS 211                                    | Dominik Paris                                                                    | Mauro Caviezel                                                                   | Vincent Kriechmayr                                                               | [ 38 ]                                                                           |
| 1745                                                        | 37     | 16. marec 2019                             | Soldeu                                     | VS 412                                     | Alexis Pinturault                                                                | Marco Odermatt                                                                   | Žan Kranjec                                                                      | [ 39 ]                                                                           |
| 1746                                                        | 38     | 17. marec 2019                             | Soldeu                                     | SL 488                                     | Clément Noël                                                                     | Manuel Feller                                                                    | Daniel Yule                                                                      | [ 40 ]                                                                           |

### Razvrstitve
| Uvr. | po 38 tekmah         | Točke |
| ---- | -------------------- | ----- |
| 1    | Marcel Hirscher      | 1546  |
| 2    | Alexis Pinturault    | 1145  |
| 3    | Henrik Kristoffersen | 1047  |
| 4    | Dominik Paris        | 950   |
| 5    | Vincent Kriechmayr   | 739   |

| Uvr. | po 8 tekmah             | Točke |
| ---- | ----------------------- | ----- |
| 1    | Beat Feuz               | 540   |
| 2    | Dominik Paris           | 520   |
| 3    | Vincent Kriechmayr      | 339   |
| 4    | Aleksander Aamodt Kilde | 284   |
| 5    | Mauro Caviezel          | 282   |

| Uvr. | po 7 tekmah             | Točke |
| ---- | ----------------------- | ----- |
| 1    | Dominik Paris           | 430   |
| 2    | Vincent Kriechmayr      | 346   |
| 3    | Mauro Caviezel          | 324   |
| 4    | Kjetil Jansrud          | 316   |
| 5    | Aleksander Aamodt Kilde | 299   |

| Uvr. | po 9 tekmah          | Točke |
| ---- | -------------------- | ----- |
| 1    | Marcel Hirscher      | 680   |
| 2    | Henrik Kristoffersen | 516   |
| 3    | Alexis Pinturault    | 469   |
| 4    | Žan Kranjec          | 344   |
| 5    | Loic Meillard        | 313   |

| Uvr. | po 12 tekmah         | Točke |
| ---- | -------------------- | ----- |
| 1    | Marcel Hirscher      | 786   |
| 2    | Clément Noël         | 551   |
| 3    | Daniel Yule          | 551   |
| 4    | Ramon Zenhäusern     | 521   |
| 5    | Henrik Kristoffersen | 516   |

| Uvr. | po 2 tekmah           | Točke |
| ---- | --------------------- | ----- |
| 1    | Alexis Pinturault     | 160   |
| 2    | Marco Schwarz         | 100   |
| 3    | Mauro Caviezel        | 90    |
| 4    | Riccardo Tonetti      | 82    |
| 5    | Marcel Hirscher       | 80    |
|      | Victor Muffat-Jeandet | 80    |

## Ženske

### Koledar tekem
| Št.sk.                                                      | Št.sz.  | Datum                                                | Prizorišče                                           | Št.                                                  | Zmagovalka                                                           | Druga                                                                | Tretja                                                               | Vir                                                                  |
| ----------------------------------------------------------- | ------- | ---------------------------------------------------- | ---------------------------------------------------- | ---------------------------------------------------- | -------------------------------------------------------------------- | -------------------------------------------------------------------- | -------------------------------------------------------------------- | -------------------------------------------------------------------- |
| 1602                                                        | 1       | 27. oktober 2018                                     | Sölden                                               | VS 405                                               | Tessa Worley                                                         | Federica Brignone                                                    | Mikaela Shiffrin                                                     | [ 41 ]                                                               |
| 1603                                                        | 2       | 17. november 2018                                    | Levi                                                 | SL 455                                               | Mikaela Shiffrin                                                     | Petra Vlhová                                                         | Bernadette Schild                                                    | [ 42 ]                                                               |
| 1604                                                        | 3       | 24. november 2018                                    | Killington                                           | VS 406                                               | Federica Brignone                                                    | Ragnhild Mowinckel                                                   | Stephanie Brunner                                                    | [ 43 ]                                                               |
| 1605                                                        | 4       | 25. november 2018                                    | Killington                                           | SL 456                                               | Mikaela Shiffrin                                                     | Petra Vlhová                                                         | Frida Hansdotter                                                     | [ 44 ]                                                               |
| 1606                                                        | 5       | 30. november 2018                                    | Lake Louise                                          | SM 402                                               | Nicole Schmidhofer                                                   | Michelle Gisin                                                       | Kira Weidle                                                          | [ 45 ]                                                               |
| 1607                                                        | 6       | 1. december 2018                                     | Lake Louise                                          | SM 403                                               | Nicole Schmidhofer                                                   | Cornelia Hütter                                                      | Michelle Gisin                                                       | [ 46 ]                                                               |
| 1608                                                        | 7       | 2. december 2018                                     | Lake Louise                                          | SVS 227                                              | Mikaela Shiffrin                                                     | Ragnhild Mowinckel                                                   | Viktoria Rebensburg                                                  | [ 47 ]                                                               |
| 1609                                                        | 8       | 8. december 2018                                     | St. Moritz                                           | SVS 228                                              | Mikaela Shiffrin                                                     | Lara Gut-Behrami                                                     | Tina Weirather                                                       | [ 48 ]                                                               |
| 1610                                                        | 9       | 9. december 2018                                     | St. Moritz                                           | PS 005                                               | Mikaela Shiffrin                                                     | Petra Vlhová                                                         | Wendy Holdener                                                       | [ 49 ]                                                               |
|                                                             |         | 14. december 2018                                    | Val d'Isère                                          | KB cnx                                               | odpovedano zaradi odjuge                                             | odpovedano zaradi odjuge                                             | odpovedano zaradi odjuge                                             | odpovedano zaradi odjuge                                             |
| 15. december 2018                                           | SM cnx  | odpovedano zaradi odjuge; prestavljeno v Val Gardeno | odpovedano zaradi odjuge; prestavljeno v Val Gardeno | odpovedano zaradi odjuge; prestavljeno v Val Gardeno | odpovedano zaradi odjuge; prestavljeno v Val Gardeno                 |                                                                      |                                                                      |                                                                      |
| 16. december 2018                                           | SVS cnx | odpovedano zaradi odjuge; prestavljeno v Val Gardeno | odpovedano zaradi odjuge; prestavljeno v Val Gardeno | odpovedano zaradi odjuge; prestavljeno v Val Gardeno | odpovedano zaradi odjuge; prestavljeno v Val Gardeno                 |                                                                      |                                                                      |                                                                      |
| 1611                                                        | 10      | 18. december 2018                                    | Val Gardena/Gröden                                   | SM 404                                               | Ilka Štuhec                                                          | Nicol Delago                                                         | Ramona Siebenhofer                                                   | [ 52 ]                                                               |
| 1612                                                        | 11      | 19. december 2018                                    | Val Gardena/Gröden                                   | SVS 229                                              | Ilka Štuhec                                                          | Nicole Schmidhofer Tina Weirather                                    |                                                                      | [ 53 ]                                                               |
| 1613                                                        | 12      | 21. december 2018                                    | Courchevel                                           | VS 407                                               | Mikaela Shiffrin                                                     | Viktoria Rebensburg                                                  | Tessa Worley                                                         | [ 54 ]                                                               |
| 1614                                                        | 13      | 22. december 2018                                    | Courchevel                                           | SL 457                                               | Mikaela Shiffrin                                                     | Petra Vlhová                                                         | Frida Hansdotter                                                     | [ 55 ]                                                               |
| 1615                                                        | 14      | 28. december 2018                                    | Semmering                                            | VS 408                                               | Petra Vlhová                                                         | Viktoria Rebensburg                                                  | Tessa Worley                                                         | [ 56 ]                                                               |
| 1616                                                        | 15      | 29. december 2018                                    | Semmering                                            | SL 458                                               | Mikaela Shiffrin                                                     | Petra Vlhová                                                         | Wendy Holdener                                                       | [ 57 ]                                                               |
| 1617                                                        | 16      | 1. januar 2019                                       | Oslo                                                 | MPT 009                                              | Petra Vlhová                                                         | Mikaela Shiffrin                                                     | Wendy Holdener                                                       | [ 58 ]                                                               |
| 1618                                                        | 17      | 5. januar 2019                                       | Zagreb                                               | SL 459                                               | Mikaela Shiffrin                                                     | Petra Vlhová                                                         | Wendy Holdener                                                       | [ 59 ]                                                               |
| 1619                                                        | 18      | 8. januar 2019                                       | Flachau                                              | SL 460                                               | Petra Vlhová                                                         | Mikaela Shiffrin                                                     | Katharina Liensberger                                                | [ 60 ]                                                               |
|                                                             |         | 12. januar 2019                                      | St. Anton                                            | SM cnx                                               | odpovedano zaradi močnega sneženja; prestavljeno v Cortino d'Ampezzo | odpovedano zaradi močnega sneženja; prestavljeno v Cortino d'Ampezzo | odpovedano zaradi močnega sneženja; prestavljeno v Cortino d'Ampezzo | odpovedano zaradi močnega sneženja; prestavljeno v Cortino d'Ampezzo |
| 13. januar 2019                                             | SVS cnx | odpovedano zaradi močnega sneženja                   | odpovedano zaradi močnega sneženja                   | odpovedano zaradi močnega sneženja                   | odpovedano zaradi močnega sneženja                                   |                                                                      |                                                                      |                                                                      |
| 1620                                                        | 19      | 15. januar 2019                                      | Kronplatz                                            | VS 409                                               | Mikaela Shiffrin                                                     | Tessa Worley                                                         | Marta Bassino                                                        | [ 61 ]                                                               |
| 1621                                                        | 20      | 18. januar 2019                                      | Cortina d'Ampezzo                                    | SM 405                                               | Ramona Siebenhofer                                                   | Ilka Štuhec                                                          | Stephanie Venier                                                     | [ 62 ]                                                               |
| 1622                                                        | 21      | 19. januar 2019                                      | Cortina d'Ampezzo                                    | SM 406                                               | Ramona Siebenhofer                                                   | Nicole Schmidhofer                                                   | Ilka Štuhec                                                          | [ 63 ]                                                               |
| 1623                                                        | 22      | 20. januar 2019                                      | Cortina d'Ampezzo                                    | SVS 230                                              | Mikaela Shiffrin                                                     | Tina Weirather                                                       | Tamara Tippler                                                       | [ 64 ]                                                               |
| 1624                                                        | 23      | 26. januar 2019                                      | Garmisch-Partenkirchen                               | SVS 231                                              | Nicole Schmidhofer                                                   | Sofia Goggia                                                         | Lara Gut-Behrami                                                     | [ 65 ]                                                               |
| 1625                                                        | 24      | 27. januar 2019                                      | Garmisch-Partenkirchen                               | SM 407                                               | Stephanie Venier                                                     | Sofia Goggia                                                         | Kira Weidle                                                          | [ 66 ]                                                               |
| 1626                                                        | 25      | 1. februar 2019                                      | Maribor                                              | VS 410                                               | Mikaela Shiffrin Petra Vlhová                                        |                                                                      | Ragnhild Mowinckel                                                   | [ 67 ]                                                               |
| 1627                                                        | 26      | 2. februar 2019                                      | Maribor                                              | SL 461                                               | Mikaela Shiffrin                                                     | Anna Swenn-Larsson                                                   | Wendy Holdener                                                       | [ 68 ]                                                               |
| Svetovno prvenstvo v alpskem smučanju 2019 (5.–17. februar) |         |                                                      |                                                      |                                                      |                                                                      |                                                                      |                                                                      |                                                                      |
| 1628                                                        | 27      | 19. februar 2019                                     | Stockholm                                            | MPT 010                                              | Mikaela Shiffrin                                                     | Christina Geiger                                                     | Anna Swenn-Larsson                                                   | [ 69 ]                                                               |
| 1629                                                        | 28      | 23. februar 2019                                     | Crans-Montana                                        | SM 408                                               | Sofia Goggia                                                         | Nicole Schmidhofer                                                   | Corinne Suter                                                        | [ 70 ]                                                               |
| 1630                                                        | 29      | 24. februar 2019                                     | Crans-Montana                                        | KB 104                                               | Federica Brignone                                                    | Roni Remme                                                           | Wendy Holdener                                                       | [ 71 ]                                                               |
|                                                             |         | 1. marec 2019                                        | Rosa Hutor                                           | SM cnx                                               | odpovedano zaradi močnega sneženja                                   | odpovedano zaradi močnega sneženja                                   | odpovedano zaradi močnega sneženja                                   | odpovedano zaradi močnega sneženja                                   |
| 2. marec 2019                                               | SVS cnx |                                                      | Rosa Hutor                                           |                                                      | odpovedano zaradi močnega sneženja                                   | odpovedano zaradi močnega sneženja                                   | odpovedano zaradi močnega sneženja                                   | odpovedano zaradi močnega sneženja                                   |
| 3. marec 2019                                               | SVS cnx |                                                      | Rosa Hutor                                           |                                                      | odpovedano zaradi močnega sneženja                                   | odpovedano zaradi močnega sneženja                                   | odpovedano zaradi močnega sneženja                                   | odpovedano zaradi močnega sneženja                                   |
| 1631                                                        | 30      | 8. marec 2019                                        | Špindlerův Mlýn                                      | VS 411                                               | Petra Vlhová                                                         | Viktoria Rebensburg                                                  | Mikaela Shiffrin                                                     | [ 72 ]                                                               |
| 1632                                                        | 31      | 9. marec 2019                                        | Špindlerův Mlýn                                      | SL 462                                               | Mikaela Shiffrin                                                     | Wendy Holdener                                                       | Petra Vlhová                                                         | [ 73 ]                                                               |
| 1633                                                        | 32      | 13. marec 2019                                       | Soldeu                                               | SM 409                                               | Mirjam Puchner                                                       | Viktoria Rebensburg                                                  | Corinne Suter                                                        | [ 74 ]                                                               |
| 1634                                                        | 33      | 14. marec 2019                                       | Soldeu                                               | SVS 232                                              | Viktoria Rebensburg                                                  | Tamara Tippler                                                       | Federica Brignone                                                    | [ 75 ]                                                               |
| 1635                                                        | 34      | 16. marec 2019                                       | Soldeu                                               | SL 463                                               | Mikaela Shiffrin                                                     | Wendy Holdener                                                       | Petra Vlhová                                                         | [ 76 ]                                                               |
| 1636                                                        | 35      | 17. marec 2019                                       | Soldeu                                               | VS 412                                               | Mikaela Shiffrin                                                     | Alice Robinson                                                       | Petra Vlhová                                                         | [ 77 ]                                                               |

### Razvrstitve
| Uvr. | po 35 tekmah        | Točke |
| ---- | ------------------- | ----- |
| 1    | Mikaela Shiffrin    | 2204  |
| 2    | Petra Vlhová        | 1355  |
| 3    | Wendy Holdener      | 1079  |
| 4    | Viktoria Rebensburg | 814   |
| 5    | Nicole Schmidhofer  | 771   |

| Uvr. | po 8 tekmah        | Točke |
| ---- | ------------------ | ----- |
| 1    | Nicole Schmidhofer | 468   |
| 2    | Stephanie Venier   | 372   |
| 3    | Ramona Siebenhofer | 354   |
| 4    | Ilka Štuhec        | 343   |
| 5    | Kira Weidle        | 307   |

| Uvr. | po 6 tekmah         | Točke |
| ---- | ------------------- | ----- |
| 1    | Mikaela Shiffrin    | 350   |
| 2    | Nicole Schmidhofer  | 303   |
| 3    | Tina Weirather      | 268   |
| 4    | Viktoria Rebensburg | 257   |
| 5    | Ragnhild Mowinckel  | 247   |

| Uvr. | po 8 tekmah         | Točke |
| ---- | ------------------- | ----- |
| 1    | Mikaela Shiffrin    | 615   |
| 2    | Petra Vlhová        | 478   |
| 3    | Tessa Worley        | 460   |
| 4    | Viktoria Rebensburg | 380   |
| 5    | Federica Brignone   | 360   |

| Uvr. | po 12 tekmah       | Točke |
| ---- | ------------------ | ----- |
| 1    | Mikaela Shiffrin   | 1160  |
| 2    | Petra Vlhová       | 877   |
| 3    | Wendy Holdener     | 681   |
| 4    | Anna Swenn-Larsson | 486   |
| 5    | Frida Hansdotter   | 479   |

| Uvr. | po 1 tekmi        | Točke |
| ---- | ----------------- | ----- |
| 1    | Federica Brignone | 100   |
| 2    | Roni Remme        | 80    |
| 3    | Wendy Holdener    | 60    |
| 4    | Rahel Kopp        | 50    |
| 5    | Patrizia Dorsch   | 45    |

## Mešane ekipne tekme
| Št.sk. | Št.sz. | Datum          | Prizorišče | Št.     | Zmagovalci                                                                     | Drugi | Tretji                                                                                         | Vir    |
| ------ | ------ | -------------- | ---------- | ------- | ------------------------------------------------------------------------------ | --- | ---------------------------------------------------------------------------------------------- | ------ |
| 14     | 1      | 15. marec 2019 | Soldeu     | PVS 011 | ŠvicaAline Danioth Wendy Holdener Sandro Simonet* Daniel Yule Ramon Zenhäusern | NorveškaMina Fürst Holtmann Sebastian Foss-Solevåg Kristin Lysdahl* Leif Kristian Nestvold-Haugen Thea Louise Stjernesund Rasmus Windingstad* | NemčijaLena Dürr · Christina Geiger · Fabian Himmelsbach · Alexander Schmid* · Anton Tremmel · | [ 78 ] |

* nadomestni smučarji

## Pokal narodov
| Uvr. | po 74 tekmah | Točke |
| ---- | ------------ | ----- |
| 1    | Avstrija     | 11581 |
| 2    | Švica        | 8102  |
| 3    | Norveška     | 5716  |
| 4    | Italija      | 5685  |
| 5    | Francija     | 5543  |

| Uvr. | po 39 tekmah | Točke |
| ---- | ------------ | ----- |
| 1    | Avstrija     | 6102  |
| 2    | Švica        | 4650  |
| 3    | Francija     | 4202  |
| 4    | Norveška     | 3754  |
| 5    | Italija      | 2881  |

| Uvr. | po 36 tekmah | Točke |
| ---- | ------------ | ----- |
| 1    | Avstrija     | 5479  |
| 2    | Švica        | 3452  |
| 3    | Italija      | 2804  |
| 4    | ZDA          | 2498  |
| 5    | Norveška     | 1962  |